# Nottwil
Nottwil es una comuna suiza del cantón de Lucerna, situada en el distrito de Sursee a orillas del lago de Sempach. Limita al noroestete con la comuna de Oberkirch, al noreste con Eich, al este con Sempach, al sureste con Neuenkirch, al sur con Ruswil, y al oeste con Buttisholz.